# 노스 경 프레더릭 노스
제2대 길퍼드 백작 프레더릭 노스(Frederick North, 2nd Earl of Guilford, 1732년 4월 13일 - 1792년 8월 5일)는 영국의 정치인이다. 1770년부터 1782년까지 총리를 역임했지만, 재임 기간 후반에 미국 독립 전쟁에 대한 대응 실패로 쫓겨났다. 재무장관과 내무장관 등 많은 각료 경험을 했으며 가터 훈장을 수상했던 추밀원 고문이었다. 1752년부터 1790년까지 사용한 명목상 칭호인 노스 경(Lord North)으로도 알려져 있다.

## 어린 시절
런던의 앨버말 스트리트에서 조금 떨어진 피카딜리에서 태어난 노스는 제1대 길퍼드 백작 프레더릭 노스와 그의 첫 부인 루시 몬태규 여사의 아들로 헨리 8세의 통치로 거슬러 올라가는 궁중, 정치인과 왕실의 하인들을 이어받았다.  자신의 모친을 통하여 그는 핼리팩스 경과 관련이 있고 제2대 다트머스 백작 윌리엄은 이후에 그의 이복형이자 가까운 친구가 되었다.  길퍼드가 웨일스 공 프레더릭의 가정교사였기 때문에 노스는 레스터가에게 가깝게 연결되었고 출생으로부터 조지 3세를 알았다.  그의 정직한 성격과 함께 이 연결은 훗날에 노스를 잘 섬기기 위해서였다.

## 교육
이튼 칼리지 (그의 가족 중에 거기에 가는 데 첫 사람)와 트리니티 칼리지에서 교육을 받은 젊은 노스는 권위에 심각하게 도전하는 데성실한 학문, 맑은 정신, 뿌리 깊은 보수주의, 인기, 재치, 관대한 유머 감각과 헌법적 불능의 호기심 많은 혼합물을 표시하였다.  그의 부친이 그에게 관대한 수당을 주는 것을 거절하였고 자신의 아들보다 불과 2년 먼저 사망했기 때문에 노스는 자신의 계층의 기준으로는 부유함과는 거리가 멀었고 수입과 지출을 맞추기 위해 직책을 달성하고 유지하는 데 필요했다.  이 전체의 특성들은 첫번째 장관으로서 그의 장기 재임에 영향을 미쳤다.
1751년 대학을 떠나고 다트머스 백작와 함께 그랜드 투어를 떠난 후, 그는 거의 40년 후에 자신의 부친의 사망까지 자신이 보유해야 할 자리인 옥스퍼드셔에서 부친의 작은 자치구 밴버리를 위하여 의회에 들어갔다.  그러므로 "노스 경'"의 예의상 칭호로 알려졌지만 그는 하원에서 거의 자신의 정치적 인생의 전체를 보냈다.

## 장관 시절
조지 2세가 살아있던 동안 노스는 레스터가와 관계로 인해 반대에 국한되었으나 그럼에 불구하고 그는 정직, 능력과 재정 문제에 대한 거의 타의 추종을 불허하는 이해력을 위하여 평판을 쌓았다.  1767년 그는 그래프턴 공작의 재무장관, 그리고 1770년 제1대장경이자 사역의 수장이 되었다.  불안정하고 단명한 일련의 행정 이후 사무직에 온 그의 거대한 선물은 의회 다수당을 유지하는 능력이었다.  여기서 그의 인기, 도덕적 성격과 급진적인 변화에 대한 혐오감은 거대한 세력들이었다.  그러나 진짜 핵심은 토지세를 낮게 유지함으로써 달래는 십자가 모양의 의자에 독립 국가 지주들을 달래는 것이었다.  7년 전쟁으로부터 남은 국가 부채의 규모가 주어지고, 아메리카에서 상당한 군대를 유지하는 데 필요성과 비교적 세금이 부족했던 식민지 주민들로부터 수익을 올리는 실패로 이 일은 거의 불가능한 작업이었다.  경제는 필수적이었다.  그것은 부르봉가의 협박과 아메리카에서 상황 둘다의 지나치게 낙관적인 견해를 취하는 데 노스가 이끌었던 가장 작은 군대를 유지하는 것을 의미하였다.  이 근거들에 그는 식민지들의 궁극적인 손실을 위해 어떤 책임을 져야 했다.  다른 반면에 그는 숙고적인 성취로 12년간 자신의 장관직을 함께 유지하였다.

## 차법
노스의 차법의 이해는 대서양을 건너는 관점보다 세계적을 필요했다.  1763년 이래 유럽에서 위험하게 고립되었던 영국은 아마 스페인과 동맹에서 복수의 프랑스 전쟁을 두려워할 만한 충분한 이유가 있었다.  프랑스가 인도에 개입하는 데 준비하고 있었다는 소문들은 포클랜드 제도 위기에 의하여 재빠르게 성공하여 1773년의 규제법에 의하여 부실한 동인도 회사에 노스가 정부의 통치를 개혁하고 단단히 하는 것으로 이끌었다.  "대가성"은 식민지들에게 직접 차를 파는 데 회사를 위하여 정부의 재정적 성원과 허가였다.  그러므로 1773년의 차법은 정말로 영국의 위험한 전략적 고립에 그 뿌리들을 두었다.  차의 양보가 미국의 밀수업자들을 파멸시키고, 식민지들이 차의 의무를 받아들이도록 강요하고 세금으로 의회의 권리를 암묵적으로 인정할 희망은 확실히 존재하였다.  그러나 그것은 심각한 재정적, 해군과 군사적 약점들을 완화하는 데 의도된 법률의 주요 목적이 전혀 아니었다.

## 부적절한 아메리카 정책
이 상황들에 식민지들에서 노스의 상황에 관한 감사에 소망의 이행의 일정한 결과가 있었다.  내각은 미국의 저항의 범위와 그것을 진압하는 데 필요한 힘의 수준 둘다에 지속적으로 과소 평가되었다.  보스턴 차 사건에 이어진 강압적인 입법은 문제가 주로 난폭한 뉴잉글랜드 (주로 매사추세츠만 식민지) 소수자들에게 국한된다는 생각에 기반을 두었다.  1775년 미국 독립 전쟁이 터진 후에 마저 처음에 정부는 재정복을 염두에 두고 적절한 군사력 증강을 위하여 대부분 종이로 된 봉쇄를 오히려 좋아했다.  동시에 노스는 조국의 수역에서, 아메리카 대륙에서 그리고 동양에서 자신의 유럽의 적들을 봐야 했으며 그는 아직도 샌드위치 백작이 함대들을 똑바로 준비하는 데 허용하지 않으려 했다.  1778년 프랑스가 공개적으로 갈등에 개입하면서 비판적이 되었고 그리고 1779년 스페인의 함대가 균형을 잃었을 때 절망에 빠졌다.  이런 위기는 동료들에 올바른 전략적 결정을 내리고 일관된 정책을 부과할 수 있는 천재의 전쟁 장관이 필요했다.
불행하게도 자신의 전체적으로 더욱 매력적인 장점을 위하여 노스는 윌리엄 피트가 아니었다.  그는 샌드위치 백작과 제1대 색빌 자작 조지 저메인 사이에 파멸적인 차이점을 해결할 수 없었고 저메인이 떠난 후에도 그는 상황이 흘러가도록 내버려두었다.  전쟁에 대한 믿음 없이 1779년부터 노스는 조지 3세가 머물도록 강력히 주장하지 않았다면 사임했을 것이다.  따라서 미국에서 전쟁은 요크타운 전투의 패주까지 부적절한 수와 불충분한 해군의 성원과 함께 계속되었다.

## 사역의 몰락 후
요크타운 전투 후에 노스 마저 직무에 머무는 데 불가능한 것을 찾아냈고 오직 국왕의 욕망 만이 1782년 3월 그가 사임했을 때까지 그를 버티도록 만들었다.  하지만 그는 아직 끝나지 않았다.  이듬해 2월 그는 예비 평화 조건에 제2대 셸번 백작 윌리엄 페티의 내각을 무너뜨리는 데 찰스 제임스 폭스와 가입하였다.  4월 2일 폭스를 싫어함에 불구하고 국왕은 노스와 폭스를 비서 장관들로서 함께 제3대 포틀랜드 공작 윌리엄 캐번디시벤팅크를 명목상 첫번째 장관으로 받아들이는 데 강요되었다.
하지만 그것은 단명하고 제한적인 승리였다.  기회주의자 폭스와 동맹은 심각하게 정직성으로 인해 폭스의 명예를 훼손시켰고 국왕은 첫 기회에서 자신의 새로운 장관들을 없애는 데 궁금했다.  말기에 노스와 폭스는 호전적이고 완고한 변화들을 피하기 위해 방금 비난했던 바로 그 조건을 받아들여야 했다.  반어적으로 상원에서 1783년 폭스의 인도 법안의 패배가 국왕이 자신의 장관들을 즉시 해고시키는 것을 허용했을 때 노스는 결국 인도의 오래된 문제로 인해 무너졌다.  노스는 다시는 높은 직위를 보유하지 않았다.  1790년 그는 길퍼드 백작으로서 자신의 부친을 계승하였고 2년 후에 메이페어에서 사망하였다.